# Thyreostatikum
Ein Thyreostatikum ist ein Medikament, das die Schilddrüsenfunktion hemmt und gegen eine Überfunktion der Schilddrüse eingesetzt wird.
Man unterscheidet Thyreostatika, die die Synthese der Schilddrüsenhormone hemmen (Iodisationshemmstoffe, Thiamide, etwa Carbimazol und dessen Wirkform Thiamazol, Propylthiouracil) und Substanzen, die den Jodtransport in die Schilddrüsenzelle hemmen (Iodinationshemmstoffe, etwa Perchlorat). Darüber hinaus haben hohe Dosen von Jod selbst über einen begrenzten Zeitraum einen hemmenden Effekt auf die Schilddrüsenfunktion (vgl. Wolff-Chaikoff-Effekt).
Die ersten Thyreostatika wurden ab 1942 entwickelt.

## Indikationen
Thyreostatika kommen bei verschiedenen Formen der Hyperthyreose zum Einsatz:
- Morbus Basedow: Autoimmunerkrankung, neigt zu spontanen Remissionen, aber auch Rezidiven. Die Behandlung mit Thiamazol wird über 12 bis 18 Monate durchgeführt und soll die Zeit bis zu einer eventuellen Remission überbrücken. Der Beginn der Therapie erfolgt mit einer hohen Initialdosis, die nach Einstellung einer euthyreoten Stoffwechsellage (nach circa 3 bis 6 Wochen) auf eine Erhaltungsdosis gesenkt wird. Die Rezidivquote wird mit bis zu 50 % angegeben, im Falle eines Rezidivs erfolgt die weitere Behandlung mittels Radiojodtherapie oder subtotaler/totaler Thyreoidektomie
- Funktionelle Schilddrüsenautonomie: Areale mit nicht bedarfsgerechter, autonomer Sekretion von Schilddrüsenhormonen. Mit spontanen Remissionen ist – im Gegensatz zum Morbus Basedow – nicht zu rechnen, die thyreostatische Therapie zielt auf die Einstellung einer euthyreoten Stoffwechsellage zur Vorbereitung auf Radiojodtherapie/Operation ab.
- Jodinduzierte Hyperthyreose: bei bestehender, latenter Autonomie kann eine einmalige Gabe hochdosierten Jods (z. B. im Rahmen einer Konstrastmittelgabe bei Röntgenuntersuchungen) zum klinischen Bild einer Hyperthyreose führen. Die Therapie ist unter Umständen langwierig und erfolgt mit einer Kombination von Thiamazol und Perchlorat. Eine Prophylaxe vor entsprechenden Untersuchungen ist mit diesen Substanzen möglich.

## Unerwünschte Wirkungen der thyreostatischen Therapie
- Blutbildveränderungen (Agranulozytose, Leukopenie)
- allergische Reaktionen
- Hypothyreose
- Struma
- Magen-Darm-Beschwerden

## Masthilfsmittel
Thyreostatika wurden früher in der Tierproduktion als Masthilfsmittel eingesetzt. Ihre Verwendung ist in den Staaten der EU verboten.